# Steinpaar von Coolcoulaghta
Das Steinpaar von Coolcoulaghta ist Teil einer ausgegangenen Steinreihe auf einem Feld im Townland Coolcoulaghta (irisch Cuar Chuallachta), etwa 3,2 km südwestlich von Durrus bei Bantry im County Cork in Irland. 
Die Menhire sind etwa 1,8 m groß. Ein dritter Stein stand ursprünglich 63 m südwestlich des Paares; dieser wurde entfernt. Die beiden Steine wurden 1980 ebenfalls entfernt, aber 1983 vom Amt für öffentliche Arbeiten nach einem lokalen Protest erneut aufgestellt, wobei ein Plan verwendet wurde, der 1977 von Archäologen des Ordnance Survey erstellt wurde.
Die Steine stammen eventuell aus der Bronzezeit. Sie sind auf den Steinkreis von Dunbeacon 400 m westlich ausgerichtet. Der Zweck von Menhiren (englisch Standing Stones) ist unklar; sie könnten als Grenzmarkierung, Grabstätten rituelle oder zeremonielle Stätten oder astrologische Ausrichtungen gedient haben. 